# Aelurillus aeruginosus
Aelurillus aeruginosus là một loài nhện trong họ Salticidae. De spin có ở/bij de Middellandse Zee, bij Sicilia, Tây Ban Nha và de Levant (Israel, Syria). Loài này ăn kiến.
Loài này thuộc chi Aelurillus. Aelurillus aeruginosus được Eugène Simon miêu tả năm 1871.